# Nacella magellanica
Nacella magellanica, conocida comúnmente como lapa de cobre de Magallanes, es una especie de molusco gasterópodo de la familia Nacellidae.

## Distribución geográfica
Habita desde el sur de la provincia de Buenos Aires, a lo largo de toda la costa patagónica argentina hasta Tierra del Fuego, y por el Pacífico, desde el sur de Chile hasta Valdivia. También se las encuentra en las islas Malvinas. 
Se las encuentra en el intermareal medio e inferior de costas rocosas o de fondo duro, con algunas variaciones según la zona. Por ejemplo, en la ría Deseado (provincia de Santa Cruz), se la registró principalmente el mesolitoral medio e inferior; mientras que el canal Beagle (Tierra del Fuego) se halla en el horizonte mesolitoral inferior.

## Descripción
La concha es cónica, y alcanza una longitud máxima de hasta unos 60 mm de largo. Es relativamente alta, en general gruesa, y presenta el ápex en posición central o levemente subcentral. El exterior es de color opaco pardo grisáceo. 
Se caracteriza por la escultura compuesta por fuertes cóstulas (costillas) radiales principales, anchas, rugosas o escamadas en la intersección con las líneas de crecimiento concéntricas. También presenta cóstulas secundarias que se intercalan entre las anteriores y, a medida que el animal crece, también terminan por engrosarse. En algunos casos las costillas son de color pardo oscuro resaltando sobre un fondo más claro de color grisáceo o pardo grisáceo. 
La abertura oval es ovalada, en general algo más angosta anteriormente. Presenta el borde crenulado. En la parte interna, la concha es nacarada, de color gris plateado o pardo grisáceo con manchas de color pardo rojizo o broncíneas, mientras que el área central es de color pardo rojizo o broncíneo.
En cuanto a las partes blandas, la parte ventral del pie es de color gris verdoso. El borde del manto es grueso y coloreado de pardo oscuro. A su vez, los tentáculos del manto son de color blanco y se disponen alternando un tentáculo corto y uno largo.
Las conchas de Nacella magellanica puede ser confundida con N. deaurata, ya que son similares, pero esta especie se diferencia por tener un contorno algo más circular, ser más alta y poseer el ápex ubicado casi centralmente.

## Usos en el pasado por las poblaciones humanas

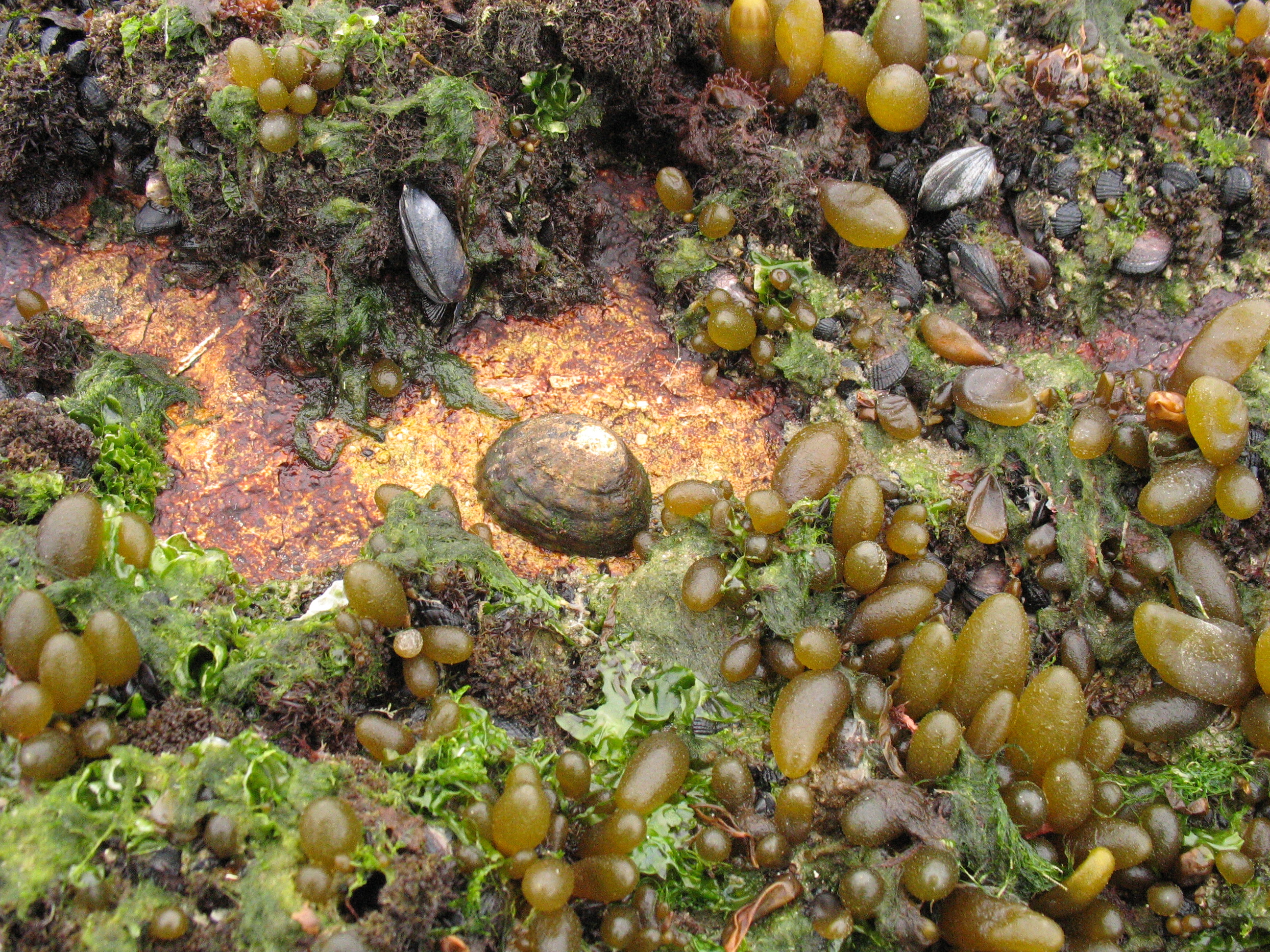
Vista de un ejemplar de Nacella magellanica visto en el intermareal superior cerca de Puerto Deseado.

Las lapas Nacella magellanica fueron una de las principales especies de moluscos consumidas por las poblaciones cazadoras recolectoras de la Patagonia argentina, junto con mejillones (Mytilus chilensis) y las cholgas (Aulacomya atra). Esto se evidencia por la gran cantidad de sitios arqueológicos de tipo concheros que se encuentran a lo largo de la costa patagónica. En algunos lugares, como en la zona de Puerto Deseado, bahía del Oso Marino o punta Medanosa, constituyen los restos materiales más comunes. También se aprovechó su carne en las costas atlánticas y del canal Beagle de Tierra del Fuego, aunque allí no fueron el molusco más explotado. Su presencia en estos sitios es por la práctica del marisqueo en las costas cercanas y su descarte en torno a los lugares de vivienda. 
También se han registrado algunas conchas enteras, o con evidencias de modificaciones antrópicas, o incluso con rastros de pinturas en su interior (por lo que habrían sido utilizadas como recipientes) en varios sitios arqueológicos del interior de las provincias de Chubut y Santa Cruz.